# 山東煎餅
山東煎餅（さんとうせんべい、中国語 Shāndōng jiānbǐng）は、中華人民共和国山東省名物の、クレープに似た料理の一種。

## 概要
小麦粉とコーングリッツを水で練った生地を、熱した鉄板の上に竹トンボの様なヘラで薄くのばし、火が通るまで焼いてから反転する。パリッとした状態になるまで両面焼きにしたもの。食べる際には長いままの細ネギに味噌を付けたものを具として、巻いて食べる。
最近では道端で、回転式の鉄板の上で生地をすばやく大きく伸ばす技をパフォーマンスとした屋台が増えている。泰山などの観光地の名物にもなっている。山東省の金物店では、回転式鉄板もよく売られている。
短編怪奇小説集『聊斎志異』を著した蒲松齢も好んで食べたと言われ、自ら『煎餅賦』という一文を書き残している。